# 漢斯·埃格德
漢斯·保爾森·埃格德（丹麥語：Hans Poulsen Egede，1686年1月31日—1758年11月5日）丹麥-挪威路德宗传教士，他发起了前往格陵兰的传教活动，1722年到达格陵兰，被称为“格陵兰的使徒”（Apostle of Greenland）。他成功地在当地的因纽特人间传教，并重新激发了丹麥-挪威对该岛中断了数百年的兴趣。埃格德建立了格陵兰的首都戈特霍布，即今天的努克。